# Profesor Nossoff
Profesor Nossoff – polski zespół pop-rockowy założony w marcu 1986 roku w Gdańsku przez Zdzisława Kościelaka, Krzysztofa „Jajo” Jajczyka (grającego niegdyś w zespole Konwent A), Jarosława Rycherta oraz Marka „Nochala” Sławianowskiego. Zespół funkcjonował do października 1988.

## Historia Zespołu
We wrześniu 1986 zespół dokonał pierwszych nagrań dla Polskiego Radia Gdańsk. Zarejestrowano wówczas utwory „Mam dość” oraz „Bez powodu do glorii”. W marcu 1987 zespół nagrał utwór „Autentycznie nic” (oraz teledysk do niego) na potrzeby telewizji norweskiej kręcącej film dokumentalny poświęcony muzyce rockowej w różnych częściach świata. Jesienią tego roku zespół zarejestrował w studio Studenckiej Agencji Radiowej w Gdańsku 11 utworów, które zostały następnie wydane przez firmę Polrock na kasecie magnetofonowej zatytułowanej Autentyczne nic. 21 października 1988 firma Polrock wydała drugą i ostatnią kasetę z dziewięcioma utworami zespołu zatytułowaną „Nierealny sen”. Tego dnia odbył się też ostatni koncert grupy.
Zespół zdobył sporą lokalną sławę biorąc udział w wielu imprezach, w tym w V Festiwalu „Nowej Sceny” w Gdyni (luty 1988), przeglądzie zespołów rockowych Rock na Zaspie w latach 1986, 1987 i 1988 oraz w II Ogólnopolskich Konfrontacjach Muzycznych w Łodzi w roku 1988, gdzie zdobył wyróżnienie. Zespół ponadto występował na licznych koncertach i imprezach plenerowych w Łodzi, Warszawie czy rodzinnym Trójmieście. W październiku 1988 nagrał teledysk do utworu „Nasza suplikacja” oraz brał udział w audycjach muzycznych Telewizji Polskiej Flesz i Non-stop kolor.
30 maja 2009 roku zespół wystąpił ponownie po przeszło dwudziestoletniej przerwie w klubie Plama w Gdańsku.

## Muzycy

### Obecny skład zespołu
- Zdzisław Kościelak – śpiew, gitara basowa
- Jarosław Rychert – gitara
- Marek „Nochal” Sławianowski – perkusja, śpiew
- Krzysztof Piekarski – instrumenty klawiszowe (zastąpił Adama Haruka)

### Byli członkowie zespołu
- Krzysztof „Jajo” Jajczyk – instrumenty klawiszowe
- Adam „Guma” Haruk – instrumenty klawiszowe (zastąpił Krzysztofa Jajczyka)
- Dariusz „Kaczor” Hulewicz – gitara
- Krzysztof „Nosek” Sławianowski – perkusja (Zastąpił Marka „Nochala” Sławianowskiego odbywającego wówczas służbę wojskową)

## Dyskografia
- Autentyczne nic – Polrock, 1987
- Nierealny sen – Polrock, 1988